# AktivBus
AktivBus er et kommunalt trafikselskab, der dækker bustrafikken i Flensborg og Harreslev med flere buslinjer og cirka 9 mio. passagerer om året. AktivBus fungerer som datterselskab til byens værker. 
Selskabets historie går tilbage til 1881, hvor Gustav Johannsen etablerede sporvejsdriften. Sporvejstrafikken blev dog indstillet i 1973. 1976 fulgte et nyt fælles linjekoncept for hele byen, som byens værker og den daværende private konkurerentvirksomhed AFAG satte i gang. 
I 1996 åbnedes den ombyggede busstation Flensborg ZOB ved Søndergårdender. 1999 blev Byens Værkers bybusser udliciteret som et nyt selvstændigt datterselskab ved navn AktivBus. 

## Linjer
- 1 Banegård - ZOB - Kruså
- 2 ZOB – Harreslev Kors – Ved Laksebækken
- 3 Frueskov - ZOB - Solitude
- 4 Campus Uni – ZOB – Frøslevvej
- 5 ZOB – Banegård– Campus – Sønderup – Hesttoft – ZOB (ringlinje)
- 7 Tremmerup – ZOB – Ved Laksebækken
- 10 Raiffeisengade – Søndertorvet – Sporskifte
- 11 Tved Plak – Søndertorvet – Citti-Park – Sporskifte
- 12 ZOB - Rude - Sporskifte
- 13 ZOB - Sandbjerg - Tarup
- 14 ZOB - Förde Park - Technologiezentrum

En del af linjerne køres på vegne af FördeBus og Autokraft.